# Manual de novells ardits
El Manual de novells ardits, més conegut com a Dietari de l'antic Consell barceloní, era el dietari del racional de la ciutat de Barcelona. El document original es conserva a l'Arxiu Històric de la Ciutat de Barcelona, consta de 49 volums en foli i comprèn anotacions des del 1390 fins al 1839. Posteriorment fou editat, de manera intermitent, entre 1892 i 1975.

## Història

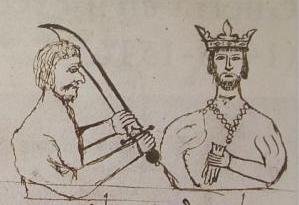
Dibuix de l'intent d'assassinat de Joan de Canyamars contra el rei Ferran el Catòlic en el tercer volum original del Manual de novells ardits

En el Dietari s'anotaven quotidianament nomenaments d'oficials, trameses de missatgers i correus, surtides i entrades de consellers o de la host i, en general, notícies (ardits) que podien ésser explicació d'una despesa, així com d'altres que els escrivans consideraven útils o suficientment transcendentals com per a constar-hi.
Segons la primera pàgina del manuscrit:
| « | En lo present Libre, lo qual és apellat Manual, seran continuades totes les jornades qui d’aquí avant se seguiran aytants com en lo present volum ne cabran et tots los novells ardits qui·s esdevindran en les dites jornades, et anades et vengudes dels honrats consellers de la ciutat et de misatjers et altres persones qui seran trameses per ordinació del Conçell de la dita ciutat, e totes coses qui novella ment seran começades o finades e tots altres novells ardits, segons la forma davall contenguda. Lo qual Manual fo començat per los racionals de la dita ciutat dilluns, a XII dies del mes de setembre del any M.CCC.XC | » |

A partir del 1441 se substituí el nom de Manual pel de Llibre de Jornades i ja al segle xvi pel de Dietari. Abolit el Consell de Cent, les anotacions es continuaren fent, amb algunes interrupcions, fins al 1839.

## Publicació
L'any 1892, «per acord i a expenses» de l'ajuntament de Barcelona, en fou començada la publicació, iniciada per Francesc Carreras i Candi i Frederic Schwartz. Després de l'any 1922 aquesta fou interrompuda a causa de la dictadura de Primo de Rivera (per tal com es tractava d'una obra en català) i no fou continuada fins al 1965, dirigida ara per Pere Voltes Bou i editada per l'Institut Municipal d'Història de Barcelona. El darrer volum del Manual fou publicat el 1975 i acaba el 13 de setembre de 1714, amb el final del setge de Barcelona.
Inicialment només s'edità el text amb un índex alfabètic i analític al final. A partir del volum desè s'inclouen gravats dels dibuixos i portades i, alhora, notes i apèndixs amb documents relacionats amb el text. El volum onzè incorpora un índex de noms de persona i de lloc.